# Pac-Car

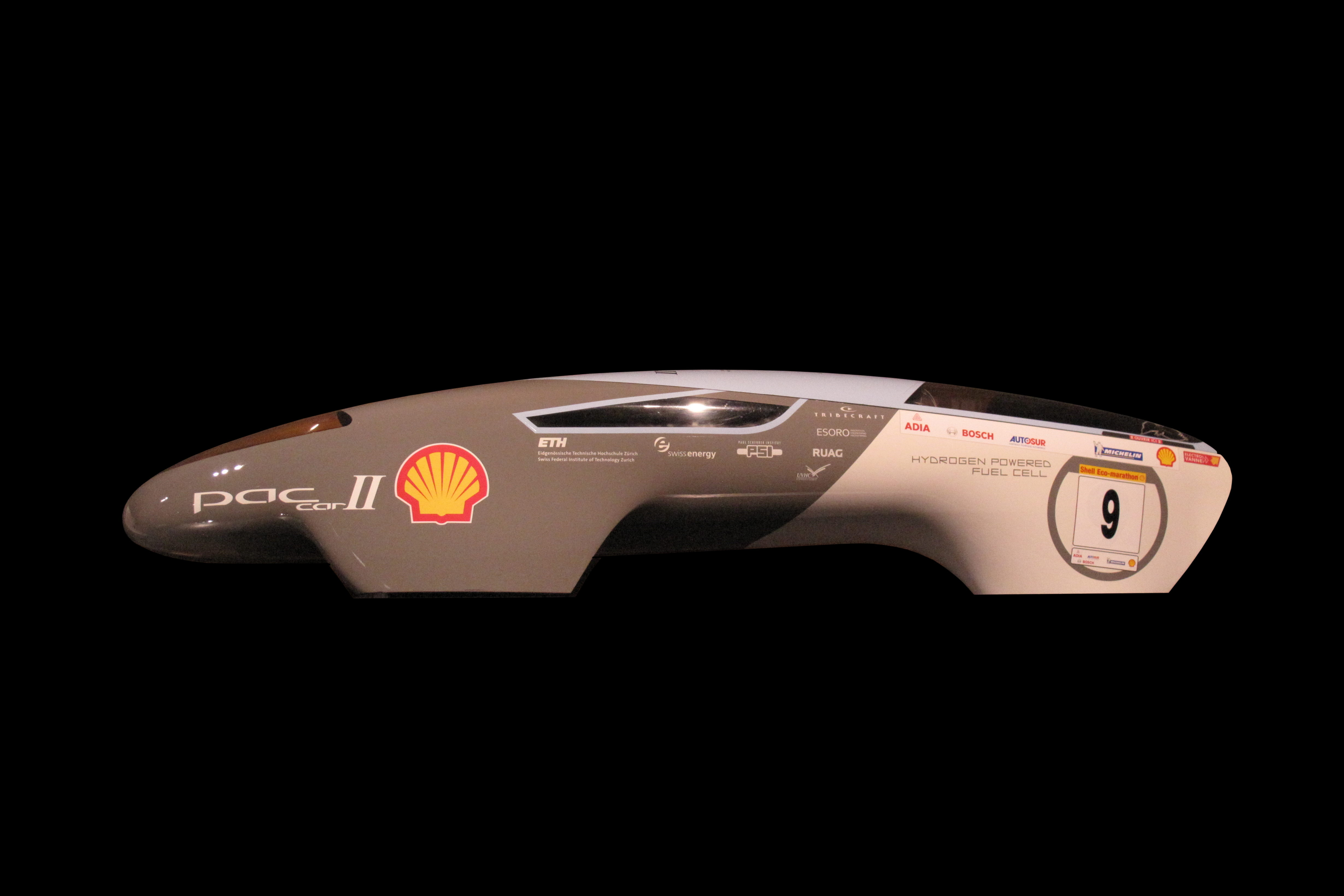
La Pac-Car II

Pac-Car II è il veicolo con il minor consumo di carburante al mondo. È stato sviluppato per un progetto di un gruppo di studenti della ETH Zürich (Swiss Federal Institute of Technology).  L'obiettivo era costruire un mezzo che utilizzasse il minor quantitativo di carburante possibile. Utilizza la tecnologia dell'idrogeno a celle chiuse sviluppato all' ETH/PSI (Paul Scherrer Institute), generando energia e lasciando come emissione solamente acqua pura.

## Caratteristiche
- Eccellente aerodinamica (Coefficiente car drag Cd=0.075, Af=0.254 m²)
- estrema leggerezza dei materiali utilizzati (massa totale di 29 kg, in fibra di carbonio)
- basso attrito degli pneumatici Michelin (Cr=0.0008)
- alta efficienza penetrativa (circa 50%)
- utilizzo di strumenti di simulazione e ottimizzazione (CFD, FEM, MATLAB e Simulink, GESOP)

## Record mondiale
Il 26 giugno 2005, la PAC-Car II stabilì un nuovo record mondiale nel consumo di carburante portando la percorrenza all'equivalente di 5385 km/l  di benzina durante la Shell Eco-marathon di Ladoux, in Francia. Durante la terza prova, che si è svolta a una velocità media di 30 km/h, ha percorso ben 20.6 km consumando solamente 1 grammo di idrogeno. Questo corrisponde a 0.0186|L/100 km di benzina equivalente. Tale risultato è stato certificato dal Guinness Book of World Records.